# Mona Malm
Mona Malm, pseudonimo di Mona Kristina Wahlman (Stoccolma, 24 gennaio 1935 – Stoccolma, 12 gennaio 2021), è stata un'attrice svedese.

## Filmografia
- Sorrisi di una notte d'estate (Sommarnattens leende)  - regia di Ingmar Bergman (1955)
- Il settimo sigillo (Det sjunde inseglet) - regia di Ingmar Bergman (1957)
- Ryttare i blått - regia di Arne Mattson (1959)
- Oväder - film TV - regia di Ingmar Bergman (1960)
- A proposito di tutte queste... signore (För att inte tala om alla dessa kvinnor) - regia di Ingmar Bergman (1964)
- La spirale del terrore (Nattmara) - regia di Arne Mattsson (1965)
- Heja Roland! - regia di Bo Widerberg (1966)
- Jerusalem - regia di Bille August (1966)
- Det andre skiftet - regia di Lasse Glomm (1978)
- Fanny e Alexander (Fanny och Alexander) - regia di Ingmar Bergman (1982)
- Nånting levande åt Lame-Kal - film TV - regia di Magnus Nanne (1988)
- Con le migliori intenzioni (Den goda viljan) - regia di Bille August (1992)
- La vedova tatuata (Den tatuerade änkan) - regia di Lars Molin (1998)
- Kommissarie Winter - serie TV (2001-2010)
- Dopo il matrimonio (Efter brylluppet) - regia di Susanne Bier (2006)
- Solsidan  - serie TV (2010)

## Doppiatori italiani
Nelle versioni in italiano delle opere in cui ha recitato, Mona Malm è stata doppiata da:
- Solvejg D'Assunta in Con le migliori intenzioni